# Shaunavon (Saskatchewan)
Pour les articles homonymes, voir Shaunavon.
Shaunavon est une ville de la Saskatchewan au Canada, située à 74 km de la frontière avec le Montana.
Shaunavon a été fondée en 1913 le long de la voie ferrée de la compagnie Canadien Pacifique .

## Démographie
| 2001  | 2006  | 2011  | 2016  |
| ----- | ----- | ----- | ----- |
| 1 775 | 1 691 | 1 756 | 1 714 |